# Surat Thani (provincie)
Surat Thani (Thai: สุราษฏร์ธานี) is een provincie in het zuiden van Thailand. In december 2002 had de provincie 920.283 inwoners, het is daarmee qua bevolking de 22e provincie van Thailand. Met een oppervlakte van 12.891,5 km² is het qua omvang de 6e provincie. De provincie ligt op ongeveer 644 kilometer van Bangkok. Surat Thani heeft een kustlijn van ongeveer 156 km en grenst aan de provincies Ranong, Chumphon, Nakhon Si Thammarat, Krabi en Phang Nga.

## Provinciale symbolen
|  | Provinciale zegel en vlag |

## Klimaat
De gemiddelde jaartemperatuur is 28 graden. De temperatuur varieert van 19 graden tot 37 graden. Gemiddeld valt er 1839 mm regen per jaar.

## Politiek

### Bestuurlijke indeling
De provincie is onderverdeeld in 18 districten (Amphoe) en 1 subdistrict (King Amphoe) namelijk:
| Amphoe \| 1. Mueang Surat Thani 2. Kanchanadit 3. Don Sak 4. Koh Samui 5. Koh Pha-Ngan 6. Chaiya 7. Tha Chana 8. Khiri Ratthanikhom 9. Ban Ta Khun \| 10. Phanom 11. Tha Chang 12. Ban Na San 13. Ban Na Doem 14. Khian Sa 15. Wiang Sa 16. Phrasaeng 17. Phunphin 18. Chai Buri \| | King Amphoe 19. Wiphawadi                                                                                                  |  |
| 1. Mueang Surat Thani 2. Kanchanadit 3. Don Sak 4. Koh Samui 5. Koh Pha-Ngan 6. Chaiya 7. Tha Chana 8. Khiri Ratthanikhom 9. Ban Ta Khun | 10. Phanom 11. Tha Chang 12. Ban Na San 13. Ban Na Doem 14. Khian Sa 15. Wiang Sa 16. Phrasaeng 17. Phunphin 18. Chai Buri |  |